# Alexis Kendra
Alexis Kendra Peters (Chicago, 15 de abril de 1983) é uma atriz, roteirista e produtora cinematográfica norte-americana. Mais conhecida por seus trabalhos no gênero terror, já apareceu em diversas produções de teatro, televisão e cinema.

## Vida e carreira

### Primeiros anos e educação
Alexis Kendra nasceu em Chicago e interessou-se pela atuação desde por volta dos 10 anos, quando foi levada pela avó a uma encenação ao ar livre da peça South Pacific e impressionou-se com a apresentação musical de umas das atrizes no palco. Cursou teatro na American Academy of Dramatic Arts em Hollywood, Califórnia. Após a graduação, ingressou em um programa teatral da Universidade de Oxford, credenciado pela Universidade da Califórnia em Los Angeles em associação com a Yale School of Drama, no qual trabalhou em produções das peças shakespearianas de Romeo and Juliet, Twelfth Night e The Taming of the Shrew. Posteriormente, fez transição para a televisão.

### Inícios na televisão e no cinema
Entre as primeiras produções de Kendra na televisão, estão o piloto Faceless (Fox, 2006), aparições recorrentes na soap opera Days of Our Lives entre 2006 e 2007 e participação em um episódio da série policial Criminal Minds (2014). Estreou no cinema em 2010, interpretando um pequeno papel na comédia romântica Valentine's Day, dirigida por Garry Marshall. Nesse mesmo ano, desempenhou o papel de Avery, uma das vítimas do vilão Victor Crowley no longa-metragem de terror independente Hatchet II. Em 2013, fez parte do elenco principal de Big Ass Spider, uma comédia de terror. Em seus trabalhos iniciais, ela foi creditada como Alexis Peters.

### Trabalhos posteriores
Inspirada por sua experiência em produções de terror, Kendra passou a escrever, produzir e atuar em filmes do gênero voltados para o circuito dos festivais independentes, geralmente em parceria com o cineasta Jon Knautz. Além de estrelar, ela co-escreveu o curta-metragem Viper (2015), roteirizou e produziu os longas Goddess of Love (2015) e The Cleaning Lady (2018), este último estreado como um curta homônimo. The Cleaning Lady, no qual ela também trabalhou como designer de produção, foi exibido pelo Horror Channel em 26 de junho de 2021. A atriz também tem interesses filantrópicos, contribuindo com a manutenção de alguns orfanatos na Índia.

## Filmografia

### Cinema
| Ano  | Título            | Papel              | Notas                                       | Ref.   |
| ---- | ----------------- | ------------------ | ------------------------------------------- | ------ |
| 2010 | Valentine's Day   | Amiga Dana         |                                             | [ 5 ]  |
| 2010 | Hatchet II        | Avery              |                                             | [ 9 ]  |
| 2011 | The Warm-Up Guy   | Dra. Lucinda Alice | Curta-metragem; voz                         | [ 10 ] |
| 2011 | Damn Love         | Gostosa            | Curta-metragem                              | [ 11 ] |
| 2011 | Infected          | Shelly             | Curta-metragem                              | [ 12 ] |
| 2012 | Wedding Day       | Sarah Mason        |                                             | [ 1 ]  |
| 2013 | Big Ass Spider    | Enfermeira Lisa    |                                             | [ 9 ]  |
| 2015 | Girl House        | Executiva          |                                             | [ 5 ]  |
| 2015 | Viper             |                    | Curta-metragem; corroteirista               | [ 6 ]  |
| 2015 | Goddess of Love   | Venus              | Roteirista; produtora; designer de produção | [ 9 ]  |
| 2016 | The Cleaning Lady | Shelly             | Curta-metragem; roteirista; produtora       | [ 1 ]  |
| 2018 | The Cleaning Lady | Alice              | Roteirista; produtora                       | [ 9 ]  |

### Televisão
| Ano     | Título             | Papel         | Notas                     | Ref.   |
| ------- | ------------------ | ------------- | ------------------------- | ------ |
| 2006    | Faceless           | Garota bonita | Piloto da Fox             | [ 13 ] |
| 2006-07 | Days of Our Lives  | Candi Cane    | Recorrente                | [ 14 ] |
| 2007    | Grendel            | Ingrid        | Telefilme                 | [ 5 ]  |
| 2009    | Hammer of the Gods | Sif           | Telefilme                 | [ 9 ]  |
| 2014    | Criminal Minds     | Madison Davis | Episódio: "The Road Home" | [ 15 ] |

### Web
| Ano  | Título                                  | Papel     | Notas   | Ref.   |
| ---- | --------------------------------------- | --------- | ------- | ------ |
| 2010 | Actors Entertainment: ActorsE Live Chat | Ela mesma | Podcast | [ 16 ] |